# 塔弗恩 (密蘇里州)
塔弗恩（英語：Tavern），又名漢弗雷斯（Humphreys），是位於美國密蘇里州瑪麗縣的非建制地區。

## 歷史
塔弗恩的郵局於1879年設立，其後於1933年停運。

## 地理
塔弗恩所處的海拔為高於海平面250米（即820英呎），而該地所採用的時區為UTC-6，即北美中部時區（CST）。同時該地設有夏令時間，為UTC-6調快一小時，即UTC-5（CDT）。